# Louis Tenaerts
Louis Tenaerts est un architecte belge né le 5 septembre 1898 à Laeken et mort en 1994. Il construit plus de 1500 bâtiments caractérisés par les styles art déco et paquebot et, parfois, moderniste.

## Biographie
François Louis Tenaerts est né en 1898 à Laeken. Ses parents Joseph Tenarets, un entrepreneur en menuiserie et Marie Thérèse Caroline Van Lierde.
En 1922, il construit au 91 avenue Prudent Bols une maison pour Clémentine Douart des Gadeaux, une jeune aristocrate d'origine française qu'il épouse l'année suivante, en 1923. Le couple a une fille, Marie en 1924. Cette première maison connue de l'architecte est la seule de style Beaux-Arts de toutes ses réalisations.
Ses premières constructions, de style art déco, se concentrent à Laeken et à Jette. Il construit généralement plusieurs maisons dans la même rue ou le même quartier, ainsi la seule rue des Augustines à Jette en dénombre 17 et l'avenue Coghen en compte 16,. Ces concentrations lui donnent une grande visibilité. Elles présentent généralement des façades avec de briques décoratives et des éléments en simili-pierre, des vitraux colorés avec des motifs floraux. Leur confort est plutôt rudimentaire, sans salle de bain et avec des WC extérieurs.
De 1931 à 1938, Louis Tenaerts est architecte-dirigeant du Comptoir Immobilier belge (CIB) et étend ses constructions dans de nouvelles communes de Bruxelles. Avec la maison du 190 rue Gustave Gilson en 1932, il aborde le style « paquebot », qui va caractériser ses constructions ultérieures.
En 1939, il travaille à nouveau comme architecte indépendant. Ensuite, il opte pour le métier de constructeur, la loi n'autorisant plus le cumul de ces fonctions,.
Après la Seconde Guerre mondiale, il est actif au sein de la société de construction Cobeltra.
Il décède en 1994 à l'âge de 96 ans. Il est inhumé dans le caveau familial au cimetière de Laeken.

## Postérité
Louis Tenaerts est un architecte prolifique. On lui prête pas moins de 1635 immeubles bâtis en cinquante ans. Le Fonds photographique de Willy Kessels conservé au Centre d'architecture CIVA contient un grand nombre de photographies de maisons de Louis Tenaerts.
En 2020, l'exposition Louis Tenaerts et moi est présentée aux Halles St Gery, à Bruxelles
« L 'œuvre de Louis Tenaerts est aussi prolifique que méconnue. Elle doit compter environ un millier de bâtiments en région bruxelloise, principalement dans les communes de la deuxième couronne. Ces maisons présentent des plans similaires mais des façades très diversifiées, oscillant entre le vocabulaire de I'Art Déco et du modernisme, tendance « paquebot », ou mélangeant ces styles. Tenaerts semble avoir vendu ses maisons sur catalogue, les personnalisant au goût des commanditaires. II parait aussi avoir beaucoup travaillé pour la Compagnie Immobilière de Belgique, comme le suggère l'inscription « C.I.B. arch. » qui accompagne sa signature sur de nombreux immeubles. Après avoir travaillé pendant 25 ans comme architecte, Tenaerts renonça d'ailleurs à son titre, incompatible avec son rôle de promoteur. »

## Réalisations modernistes
Les façades de Louis Tenaerts, généralement peintes en blanc, sont souvent asymétriques, avec une travée en saillie, affectant une forme de tourelle. Plusieurs de ces façades présentent une haute baie rectangulaire ornée d'un vitrail aux motifs géométriques.
- 1930 : maison, avenue Coghen 40 à Uccle (briques, enduit blanc et marbrite; travée gauche en forte saillie en forme de tourelle)
- 1930 : maison, rue de la Seconde Reine 5 à Uccle[5]
- 1932 : maison, rue Gilson 190[6]
- 1933 : maison signée Tennaert , rue Rémy Soetens 6 (oscille entre le modernisme et l’art déco; pans coupés)
- 1933 : maison, avenue Coghen 28 à Uccle (enduit blanc, travée gauche en forte saillie en forme de tourelle)
- 1933 : immeuble à appartement de deux étages, avenue Coghen 48 à Uccle (enduit blanc)
- 1933 : maison, avenue Coghen 68 à Uccle (enduit blanc, haute baie rectangulaire ornée d'un vitrail aux motifs géométriques)
- 1934 : maison, avenue Coghen 42 à Uccle
- 1935 : maison, rue Lincoln 3 à Uccle (enduit blanc, haute baie rectangulaire ornée d'un vitrail aux motifs géométriques; travée droite en forte saillie en forme de tourelle)
- 1936 : maison Labarre, rue Ernest Gossart 34 à Uccle (briques, enduit blanc et marbrite; travée gauche en forte saillie en forme de tourelle)